# Familia Barreda
La familia Barreda, originaria de la zona de Cantabria (España) en el siglo X, estuvo compuesta por distintos personajes como conquistadores, profesores, políticos y militares de España. La mayor popularidad de su apellido se dio a lo largo del siglo XIX con el desempeño destacado de distintos militares españoles.

## Inicio y contexto del apellido
La primera información acerca del apellido original Barreda, data del año 925 cuando el caballero hidalgo Pedro de Mendoza, obtiene el apellido bajo el reinado de Ramiro II de León. También se nombra al conquistador Pedro de Barreda como otro de los primeros en llevar el apellido.[cita requerida]
El apellido tiene históricamente muchos vínculos militares, especialmente con la Armada Española, cuyos miembros más destacados comienzan con el Almirante Blas de Barreda, capitán general de Cuba y Almirante en Jefe de toda la Armada Americana Española en 1760.  La saga familiar concretamente asociada a la Armada y más numerosa es más reciente, transcurre entre 1850 y 1950 periodo en el que encontramos hasta 14 Barreda como altos oficiales de la Armada, entre ellos se encuentran los hermanos Emilio y Faustino Barreda Pérez, hermanos a su vez del Alcalde de El Puerto de Santa María José Francisco Barreda y Pérez.
Actualmente, además de la región de Cantabria, el apellido se halla extendido principalmente en las zonas de Madrid, Ciudad Real, México y Perú

## Apellido en la Armada Española

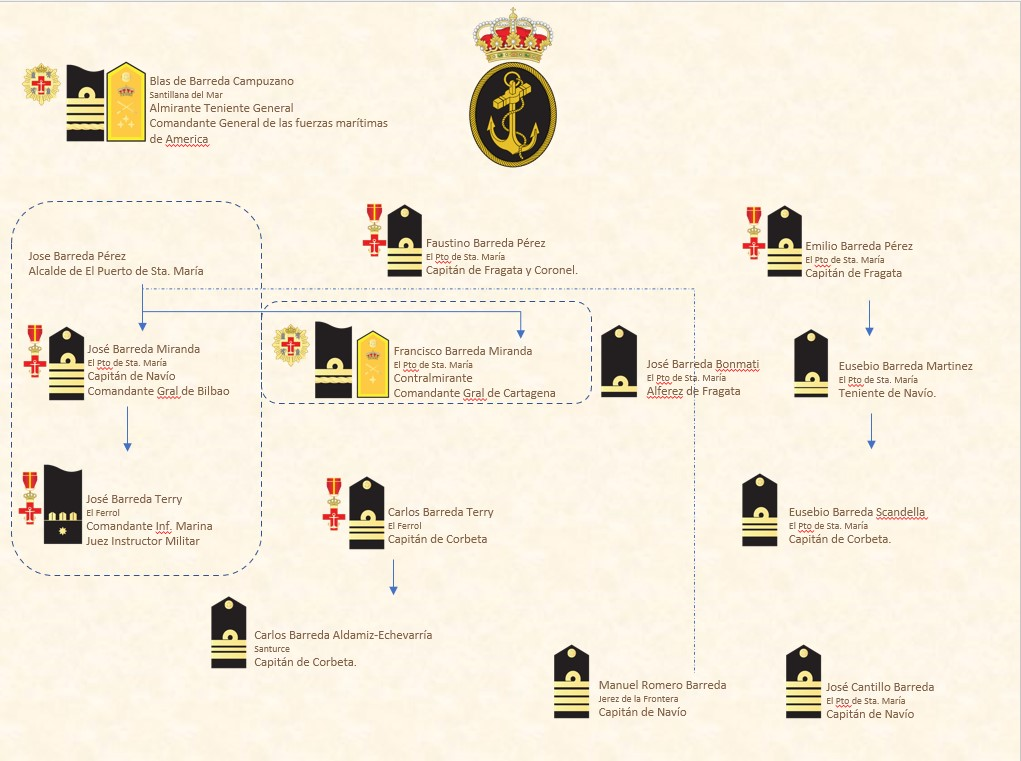
Árbol genealógico de la Familia Barreda en la Armada Española empezando por Blas de la Barreda y terminando en Manuel Romero Barreda y José Cantillo Barreda

### Blas de la Barreda
Blas de la Barreda nacido en Santillana del Mar en el año 1710, fue el Almirante del navío de línea Triunfante, para un doble viaje real, primero para transportar a Génova a María Luisa de Borbón para la celebración de su boda con el Emperador Leopoldo II y de regreso a España traer a la futura reina de España, María Luisa de Parma para contraer matrimonio con Carlos IV, por entonces aún Príncipe de Asturias, hecho por el que el rey de Nápoles le concede la más alta condecoración Italiana, la medalla de la Orden de San Jenaro. En 1741, siendo capitán de fragata, participó en la batalla del sitio de Cartagena de Indias, allí, tras esta, Blas de Lezo y Sebastián de Eslava le dieron el premio de ser comisionado para traerle la noticia de la victoria al Rey de España, Felipe V. Brindó sus servicios a la Armada Española a lo largo de 40 años de su vida y fue condecorado como Bailio Fray de la Orden de Malta y poseedor de la Gran Cruz de San Genaro.

### Emilio y Faustino Barreda
Emilio Barreda, oriundo de El Puerto de Santa María, fue un capitán de fragata y coronel. Ingresó al Colegio Naval Militar con su hermano Faustino en 1845 y dos años más tarde tuvo su primer ascenso como guardiamarina de segunda clase hasta llegar a teniente de navío en 1859. En 1862 fue profesor de matemáticas en la Escuela Naval Militar y formó parte de la fragata Numancia en 1865, año en el que también publicó Compendio elemental de las materias de que consta la instrucción teórica de los aprendices navales. (1865). Fue condecorado con las máximas condecoraciones militares españolas, la Orden de Carlos III y la de Isabel II.
El hermano menor, tan solo por un año de diferencia, Faustino Barreda, finalizó su etapa como capitán de fragata y coronel tras ingresar al Colegio Naval junto a su hermano Emilio.  Tras más de 35 años de servicio a la Armada, fue condecorado con tres órdenes: Benemérito de la Patria por su desempeño al sofocar la revolución Cantonal en la bahía de Cádiz, Orden de Isabel la Católica otorgada por su servicio al país y la Cruz de San Hermenegildo por sus años de trayectoria en la Armada Española.

### Francisco Barreda Miranda
Francisco de Paula Barreda Miranda, nacido en El Puerto de Santa María, ingresó a la Escuela Naval Flotante en 1874. En 1887 formó parte de la toma de la Cotta en Boal en el Archipiélago de Joló, por la que también recibió una medalla al mérito militar. También participó guerra hispano-estadounidense en Puerto Rico siendo segundo comandante del crucero acorazado Isabel II. Fue segundo comandante del acorazado Carlos V con el cual se desempeñó en la guerra del Rif y también fue comandante general de Gijón. 
Al finalizar su trayectoria fue nombrado como caballero de la orden de Malta, cruz y placa de la Orden de San Hermenegildo y condecorado con doce medallas, de las cuales seis fueron otorgadas al mérito naval y militar por acciones de guerra, entre ellas se le concedieron la medalla por la guerra de Independencia cubana, medalla del sitio de Cádiz y medalla de Alfonso XIII, entre otras.

### José Barreda Miranda

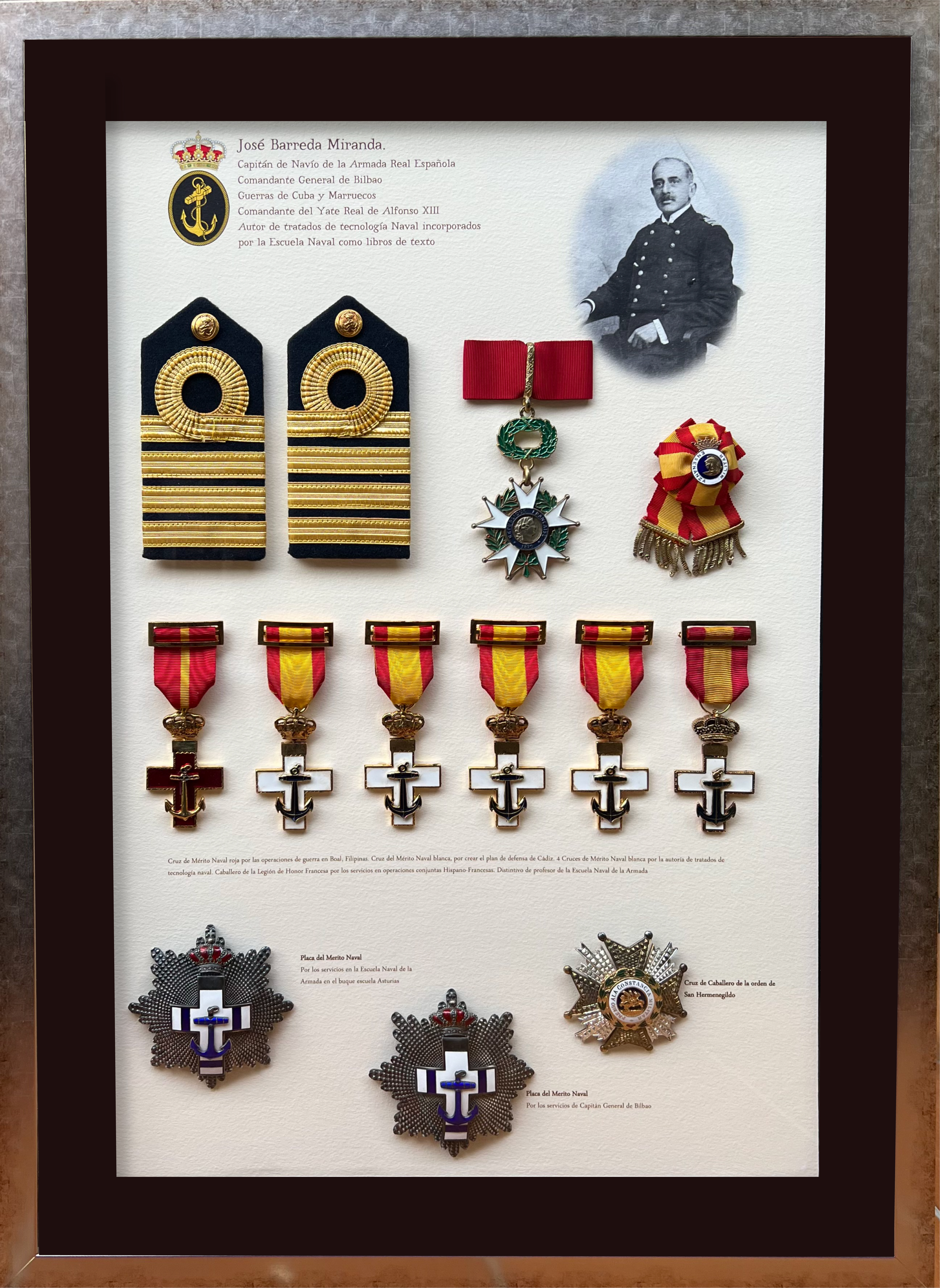
Todas las distinciones de José Antonio Barreda Miranda

José Antonio de Barreda Miranda, capitán de navío y profesor, ingresó a la Escuela Naval de San Fernando en 1882 y se graduó en 1888 con el número 1 de su promoción. En 1902 fue comandante del yate real de Alfonso XIII de España y en 1919 ascendió a capitán de navío y también fue nombrado como comandante general de Bilbao. Fue distinguido con distintas órdenes como la de Caballero de la Legión de honor, Orden de San Hermenegildo, entre otras. Publicó seis obras en total, estas fueron: Compensación teórica y práctica de la aguja náutica Thomson (1895), Reglas prácticas para efectuar la compensación de la aguja Thomson (1896), Nuevos procedimientos de navegación astronómica (1897), Nuevo diario de navegación, modelo Barreda (1906), Telegrafía sin hilos (1912), Lecciones de trigonometría elemental (1928)

### José Barreda Terry
José Barreda Terry, nacido en Ferrol, hijo de José Barreda Miranda, se inició en la academia de infantería de Marina siendo promovido años después al Regimiento de Infantería Almansa núm. 18 y participando en la guerra del Rif. El 12 de diciembre de 1922 se le concedió la cruz de primera clase del Mérito Militar por su participación en la guerra de Marruecos. El 1 de enero de 1929 se incorporó al Cuerpo en la Plaza de Jerez de la Frontera, allí desempeñó el cargo de Ayudante mayor, como así mismo el de profesor de la Academia de Suboficiales y Sargentos. Fue nombrado como Secretario General de Acción Nacional en Cartagena, también tuvo el mismo cargo en la Confederación Española de Derechas Autónomas (CEDA), fue ejecutado el 18 de octubre de 1936.

### Carlos Barreda Terry
El capitán de corbeta Carlos Barreda y Terry, oriundo de Ferrol, Galicia, al igual que José Barreda Terry, hijos del capitán de navío José Barreda Miranda. Desapareció con toda su tripulación en aguas de Málaga, habiendo ocurrido su desaparición el 18 de octubre de 1936. Fue condecorado con la Cruz del mérito Militar de 1.ª Clase con Distintivo Rojo, la Cruz del Homenaje y la Medalla de la Paz.

### Carlos Barreda Aldámiz-Echevarria
Carlos Barreda Aldámiz-Echevarría, militar español ingresó en 1945 por oposición a la Escuela Naval Militar. Alcanzó el grado capitán de corbeta y también se desempeñó como subsecretario de la Marina Mercante entre 1977 y 1978. También fue nombrado vocal del Consejo de Administración del Instituto Nacional de Industria en 1977. Asimismo también fue presidente de la Real Liga Naval Española.

## La Casa de Barreda

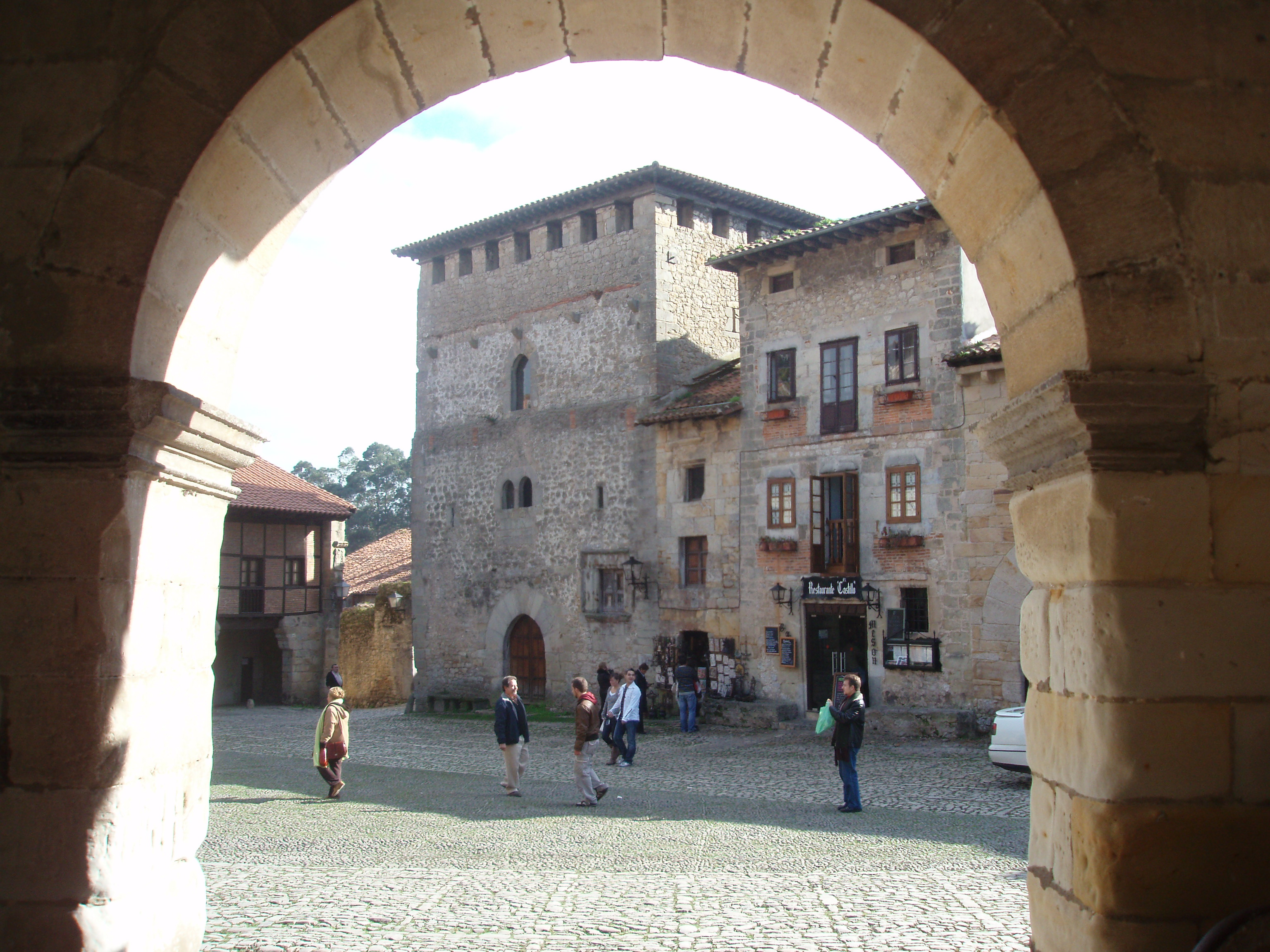
La Casa de Barreda en la actualidad

En Cantabria, se estableció La Casa de Barreda, conocida también como la Torre del Merino o la o "La Torrona", construida en el siglo XIII. Una amplia propiedad en la que pasaron distintos integrantes de la Familia Barreda desde la época mencionada. Hoy en día es bien de interés cultural como conjunto histórico.

## Vínculos con otras familias
La Familia Vega Garrocho tiene dos vínculos con la familia Barreda:
1. El matrimonio de Faustino de la Barreda Cárdenas, nombrado en 7 ocasiones alcalde de Huelva por el duque de Medina Sidonia, con Josefa de Negro Vega Garrocho, cuyo hijo Joseph Barreda Negro también es nombrado alcalde por el mismo duque años más tarde.
2. Faustino era propietario de los astilleros de Huelva donde se construyó la “Galeota de Huelva”